# 愛よ愛よ
「愛よ愛よ」（かなよかなよ）は2004年7月21日に発売された夏川りみのシングル。

## 概要
- CCCD仕様で生産された。なお、夏川りみのCDでCCCDなのはこの1作だけである。
- 第46回日本レコード大賞の最優秀歌唱賞を受賞した。

## 収録曲
（全編曲：京田誠一）
1. 愛よ愛よ
  - 作詞・作曲：宮沢和史
2. 微笑みにして
  - 作詞・作曲：辛島美登里
3. 愛よ愛よ（Instrumental Version）
4. 微笑みにして（Instrumental Version）

## タイアップ
愛よ愛よ
- キョーリン製薬『ミルトン』CMソング

微笑みにして
- 味の素『カルバイタル 母想いキャンペーン』テーマソング
- カエルカフェ配給映画『母の居る場所〜台風一過〜』主題歌